# Président du gouvernement d'Espagne
Pour les articles homonymes, voir Président du gouvernement.
Le président du gouvernement (en espagnol : presidente del Gobierno) est le chef du gouvernement du royaume d'Espagne depuis 1938. Dans les sources, il est fréquemment désigné comme « Premier ministre » (en espagnol : primer ministro), bien que ce terme ne soit pas officiel.
Il concentre la majorité du pouvoir exécutif, conformément au régime politique de monarchie parlementaire constitutionnelle en vigueur depuis 1978.
L'actuel titulaire du poste est, depuis le 2 juin 2018, le socialiste Pedro Sánchez.

## Historique

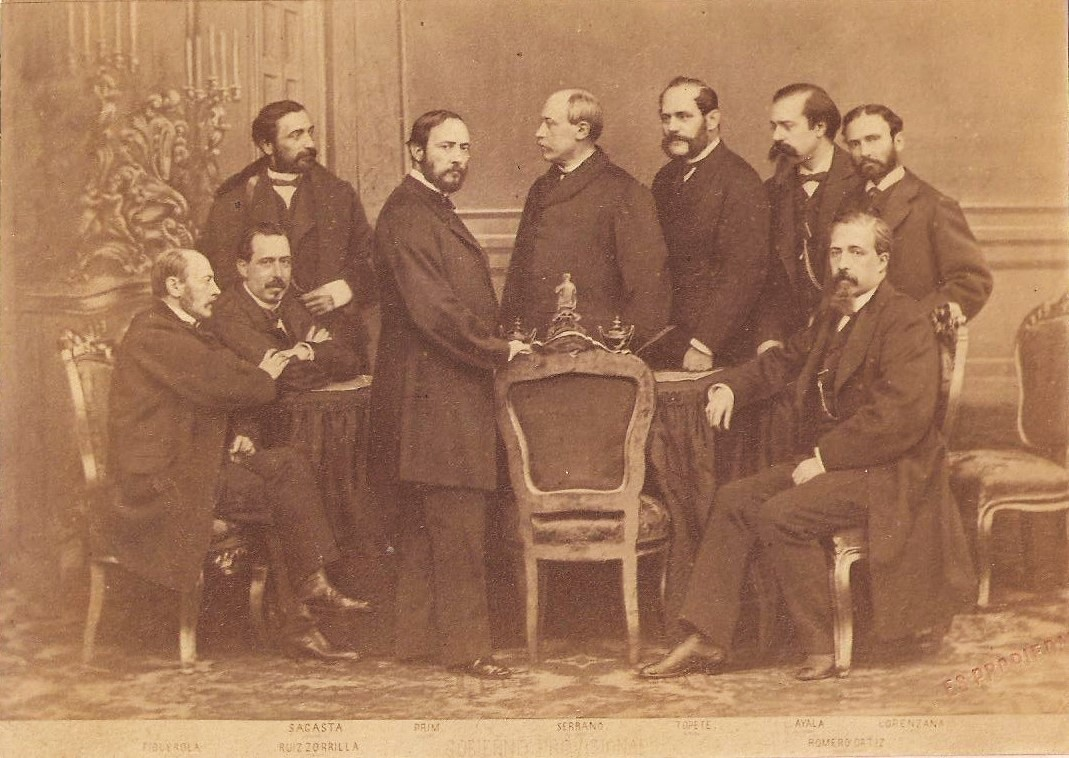
Le Conseil des ministres d'Espagne réuni en 1869 : Figuerola, Sagasta, Ruiz Zorrilla, Prim, Serrano, Topete, López Ayala, Romero Ortiz et Lorenzana (photo de Jean Laurent).

Le président du Conseil des ministres (en espagnol : Presidente del Consejo de Ministros de España) est le nom générique par lequel on désigne le chef du gouvernement, à la tête de l'exécutif, durant l'époque contemporaine en Espagne. Au cours de la Première République, les dirigeants portent le titre de « président du Pouvoir exécutif », par lequel ils sont à la fois chef de l'État et du gouvernement. Puis les deux postes sont séparés à la fin de ce régime de février à décembre 1874.
Historiquement, les chefs de gouvernement en Espagne sont nommés « présidents du Conseil des ministres » depuis l'approbation du statut royal de 1834 jusqu'à la fin de la Seconde République ; ce titre est conservé dans le gouvernement de la République espagnole en exil jusqu'à son autodissolution en 1977. En Espagne franquiste, le terme utilisé est « président du gouvernement » ; il est conservé après la transition démocratique depuis 1975.

## Investiture

### Désignation et investiture
L'élection du président du gouvernement n'a pas lieu au suffrage universel direct, mais est effectuée par le pouvoir législatif, à la suite des élections législatives ou de la démission du président au pouvoir. La procédure est régie par l'article 99 de la Constitution espagnole de 1978,.
Le roi d'Espagne (Rey), après avoir consulté les représentants des partis politiques ayant obtenu une représentation parlementaire, propose un candidat à la présidence du gouvernement. La coutume veut que le candidat soit le dirigeant du parti ou de la coalition majoritaire, mais aucune disposition légale n'oblige le souverain à agir de la sorte. Ainsi en février 2016, le monarque propose la candidature de Pedro Sánchez, issu du deuxième groupe parlementaire en ordre d'importance,.
Le candidat désigné expose alors devant le Congrès des députés (Congreso de los Diputados) le programme politique du gouvernement qu'il entend former, puis sollicite la confiance de la chambre. Si l'assemblée, par un vote à la majorité absolue de ses membres, lui accorde cette confiance, le monarque le nomme président du gouvernement. Dans le cas contraire, le candidat se soumet, quarante-huit heures plus tard, à un nouveau vote de confiance, où la majorité simple est cette fois suffisante. Le dirigeant d'un parti ou d'une coalition ne disposant pas de la majorité absolue peut dans ce cas obtenir l'investiture en négociant l'abstention d'un nombre suffisant de députés. En cas d'échec du candidat, la procédure peut alors être recommencée. Toutefois, si aucune investiture ne survient dans un délai de deux mois à compter de la tenue du premier vote d'investiture, le roi doit prononcer la dissolution du Congrès des députés et convoquer de nouvelles élections,.

### Serment
Une fois investi, le candidat est nommé président du gouvernement par le roi, durant une cérémonie d'assermentation au cours de laquelle il prête serment dans le salon des audiences (Salón de Audiencias) du palais de la Zarzuela, en présence du souverain, du ministre de la Justice, en sa qualité de grand notaire du Royaume, des présidents des assemblées parlementaires, du Tribunal constitutionnel et du Conseil général du pouvoir judiciaire, et de son prédécesseur.
La formule du serment est la suivante :

« Je jure/promets sur ma conscience et mon honneur d'accomplir fidèlement les obligations du poste de président du gouvernement avec loyauté envers le roi, de sauvegarder et faire sauvegarder la Constitution comme norme fondamentale de l'État, ainsi que de maintenir le secret des délibérations du conseil des ministres. »

## Pouvoirs et fonctions
Conformément à l'article 98 de la Constitution, le président du gouvernement dirige l'action du gouvernement et coordonne les fonctions des autres ministres, sans préjudice de leurs compétences et responsabilité directes. C'est à lui qu'il revient de proposer le nom des différents ministres, qui seront nommés par le roi. Il peut être assisté d'un ou plusieurs vice-présidents et préside les réunions du conseil des ministres, fonction qu'il peut décider de déléguer au monarque. En sa qualité de chef du gouvernement, il signe les actes délibérés lors de ces réunions et dispose du pouvoir réglementaire, conféré à l'ensemble du cabinet par la Constitution.
Après avoir consulté le conseil des ministres, il peut proposer au roi d'Espagne de dissoudre les Cortes Generales ou seulement l'une des deux chambres. De même, une fois obtenu l'accord des députés, il a la faculté de proposer au souverain de convoquer un référendum. En outre, il contresigne les actes du monarque, à l'exception de sa propre nomination, de la proposition d'un candidat au Congrès et de la dissolution de celui-ci consécutive à l'échec de la procédure d'investiture. Ces trois actes sont en effet soumis au contreseing du président du Congrès des députés.
Enfin, il représente l'Espagne sur la scène internationale et au Conseil européen.
Il dispose, pour l'exercice de son mandat, de services réunis au sein de la présidence du gouvernement.

## Statut

### Responsabilité pénale
La responsabilité pénale du président du gouvernement peut être mise en cause, à l'instar des autres ministres, devant la deuxième chambre, chargée des affaires pénales, du Tribunal suprême. Si l'accusation concerne la trahison ou tout autre infraction contre la sécurité de l'État dans l'exercice de ses fonctions, sa mise en cause ne pourra intervenir que sur l'initiative du Congrès des députés, par un vote à la majorité absolue de ses membres et sur proposition d'un quart d'entre eux.

### Incompatibilités
Tout comme ses ministres, le président ne peut occuper aucun emploi public, ni exercer aucune activité professionnelle ou commerciale. Il peut cependant continuer d'exercer son mandat parlementaire, qu'il soit sénateur ou député.

## Responsabilité politique

### Motion de censure
À n'importe quel moment, le Congrès des députés peut destituer le président du gouvernement, par l'adoption d'une motion de censure constructive. Déposée par au moins un dixième des députés, elle doit présenter un candidat à la présidence du gouvernement, et adoptée à la majorité absolue des députés. En cas de succès, le candidat prévu est considéré comme élu, et prête serment.

### Question de confiance
Après avoir obtenu l'accord du conseil des ministres, il peut poser aux députés une question de confiance portant sur son programme ou une déclaration de politique générale. La confiance est ici accordée à la majorité simple.

## Fin de mandat
Le mandat du président du gouvernement prend fin le jour de la tenue des élections législatives, en cas de décès, de démission, de vote d'une motion de censure ou de rejet d'une question de confiance. Sauf en cas de décès ou de censure, il assure la gestion des affaires courantes jusqu'à l'investiture de son successeur. Il est alors dit « en fonction » (en funciones).

### Anciens présidents du gouvernement
En vertu d'un décret du 24 avril 1992, les anciens présidents du gouvernement se voient accorder un statut particulier, qui leur donne droit à plusieurs avantages.
Ils disposent de deux emplois discrétionnaires, d'une dotation pour des dépenses de bureau, la location d'immeubles, d'un véhicule officiel avec chauffeur, de la protection des services de sécurité, de la gratuité dans tous les transports publics et de l'appui des services diplomatiques espagnols en cas de déplacement à l'étranger. En outre, ils touchent une pension, fixée par le budget de l'État, qui peut être reversée à leur conjoint en cas de décès.
Il est également d'usage que les anciens présidents du gouvernement se voient offrir par le roi un titre de noblesse lorsqu'ils quittent leurs fonctions. Cependant, les quatre derniers (Felipe González, José María Aznar, José Luis Rodríguez Zapatero et Mariano Rajoy) n'en ont pas reçu.

## Résidence officielle

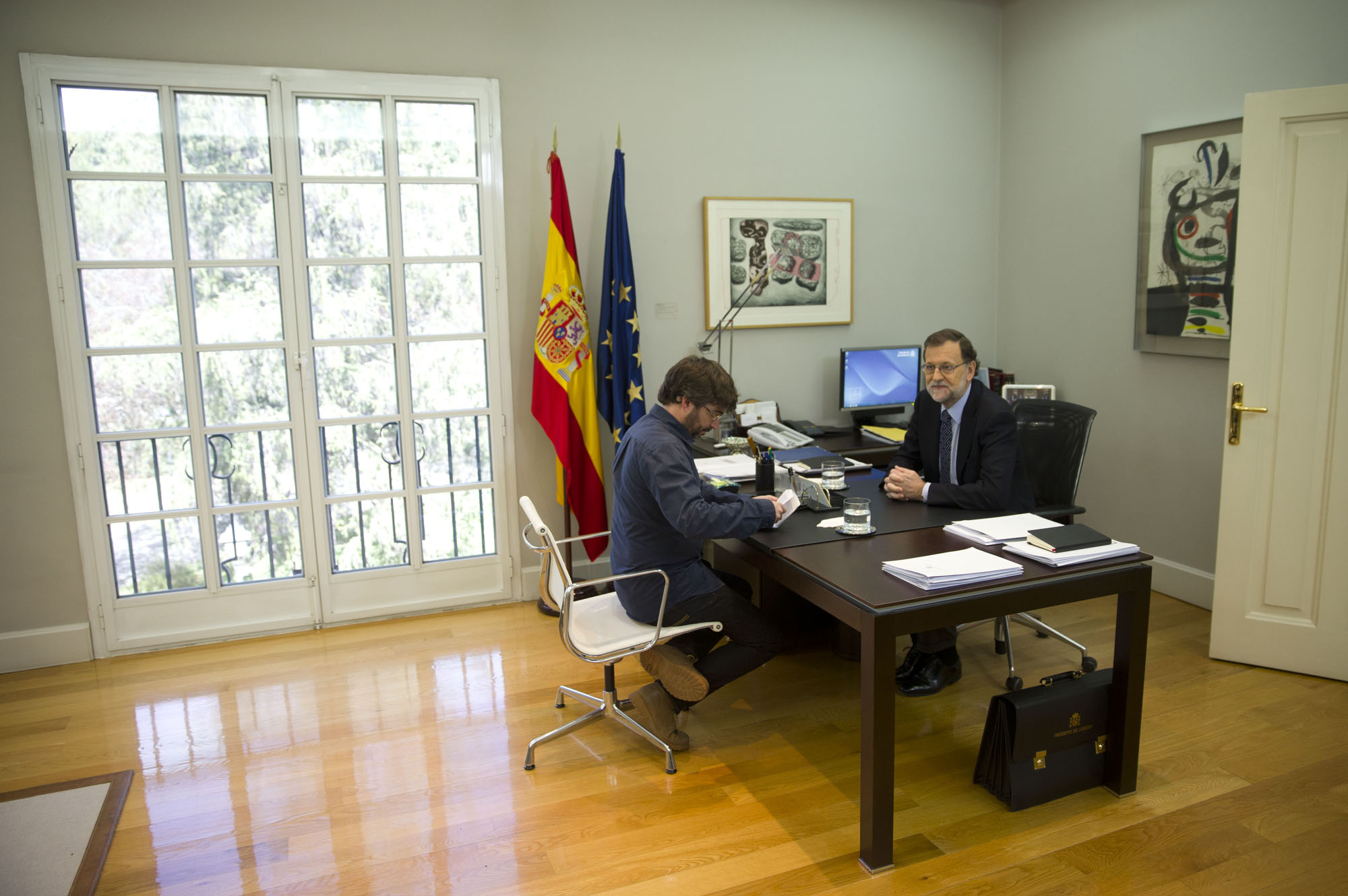
Mariano Rajoy dans son bureau du bâtiment du conseil des ministres du palais de la Moncloa en 2016.

Depuis 1977, le président du gouvernement dispose de ses bureaux et de sa résidence d'État au palais de la Moncloa (Palacio de la Moncloa). Le bâtiment, entouré d'un imposant jardin et d'un bois, est intégré dans un ensemble de bâtiments gouvernementaux plus vaste, appelé complexe de la Moncloa (Complejo de la Moncloa). Lors de son arrivée au pouvoir, Zapatero a laissé son épouse, Sonsoles Espinosa, procéder à la modernisation intérieure du palais, dans le respect du patrimoine historique.

## Titre et rang protocolaire
En Espagne, la fonction de chef du gouvernement est officiellement désignée sous le nom de « président du gouvernement »,, (presidente del Gobierno).
Il est parfois désigné comme « Premier ministre »,,,.
Il occupe le cinquième rang dans l'ordre protocolaire, venant après le roi d'Espagne et les membres de famille royale directe, et avant le président du Congrès des députés.

## Liste des titulaires
L'actuel président du gouvernement est Pedro Sánchez, du Parti socialiste ouvrier espagnol (PSOE). Depuis la restauration de la démocratie en 1977, sept personnes ont exercé cette fonction, le record de longévité revenant au socialiste Felipe González, de 1982 à 1996. Toutefois, si l'on prend en compte la période écoulée depuis la création du poste, alors le record revient à Francisco Franco, qui l'a cumulé avec la direction de l'État entre 1938 et 1973.